# Hourdis
 (juin 2019).
 (septembre 2017).
Si vous disposez d'ouvrages ou d'articles de référence ou si vous connaissez des sites web de qualité traitant du thème abordé ici, merci de compléter l'article en donnant les références utiles à sa vérifiabilité et en les liant à la section « Notes et références ».

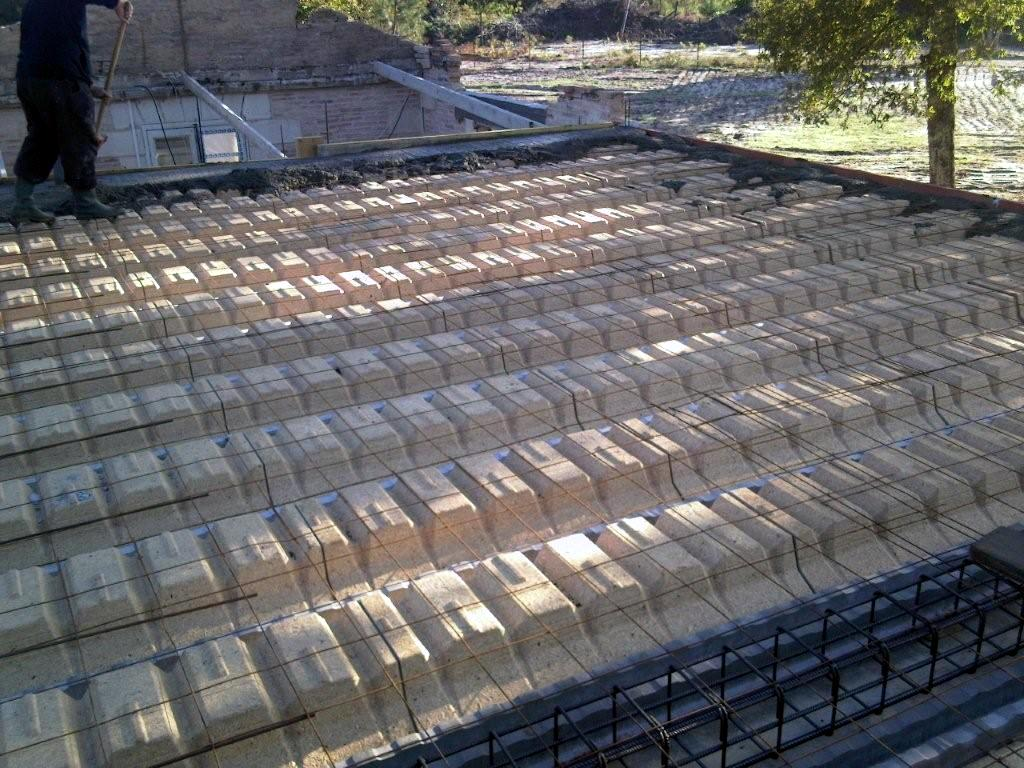
Moule d'un plancher avec armatures et entrevous en fond de moule mis en place, vu du dessus avant bétonnage de la dalle.

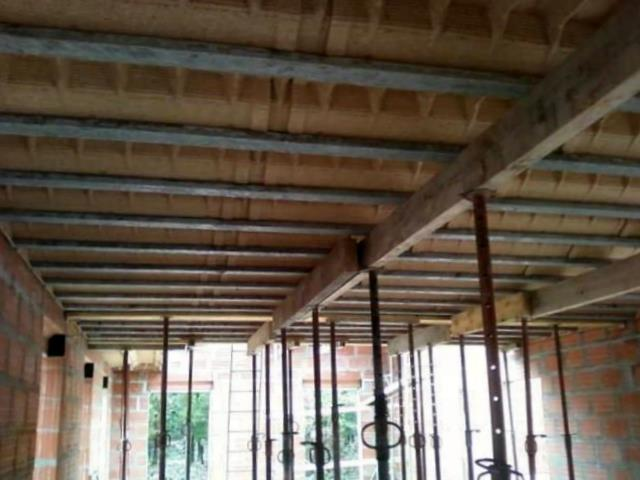
Vue du dessous : le plancher est soutenu par des bastaings et étais pendant toute la période de prise du béton.

Un hourdis est une couche de remplissage constituée de béton coulé en place formant la dalle d'un plancher béton. Le plancher repose sur des poutrelles préfabriquées en béton et acier, dont les pièces dénommées « entrevous » peuvent être en terre cuite ou en polystyrène permettant une isolation thermique et une pose plus légère, ou plus récemment en bois aggloméré ou en PVC, permettant des travaux dans des endroits difficilement accessibles.
À l'origine, hourdis est un synonyme de hourd et désigne un maçonnage grossier de plâtre et de moellons. Le hourdis désignait aussi le remplissage entre les poteaux d'une construction à pans de bois.

## Définitions

### Généralités
Le terme « hourdi » est entré dans le langage courant pour désigner un élément préfabriqué de plancher, mais autrefois c'était un terme assez vague, à la signification proche du terme « maçonnerie sommaire ».
Ainsi au début XIXe siècle, on appelle hourdis ou hourdage, « la maçonnerie qui se fait avec plâtras, plâtres, mortiers de remplissage entre poteaux formant des pans de cloisons, ou poutres de sols ainsi que celle qui se fait avec des petits garnis ou avec du plâtre pur entre les ais ou tringles des cloisons à claire voie ». On distingue le « plancher creux », plancher qui n'est pas rempli entre les solives et le « plancher hourdé », celui dont les entre-deux des solives sont remplis de plâtras et plâtre affleurant les bois dessus et dessous. Le plancher « enfoncé » ou « à entrevous » désigne un plancher qui est « en latte jointif ou couvert de bardeau avec aire en plâtre ou en bauge par-dessus, et dont les bois sont apparents par-dessous ».
Dans les ponts, le hourdis est la partie plane horizontale ou quasi-horizontale, aussi appelée dalle. Dans un tablier en poutre-caisson, il y a deux hourdis :
- le hourdis inférieur, partie horizontale située en bas du caisson,
- le hourdis supérieur du caisson, ou dalle située en haut soutenant une chaussée, voie ferrée ou chemin piétonnier.

### Histoire
Les planchers antiques d'étage basiques avaient comme premiers éléments structurels (jusqu'au début du XXe siècle inclus) des poutres à peine équarries, peu espacées (entre 6 et 14 cm en moyenne). Leurs espaces étaient remplis par le dessus de pierres « plantées » verticalement, côte à côte. Un mortier grossier (de plâtre, de chaux, d'argile, de ciment, de terre, de torchis, etc.) venait stabiliser, mais aussi obturer les interstices avant la pose d'un sol (plancher, chape, carrelage, etc.), assurant également l'étanchéité à l'air. 

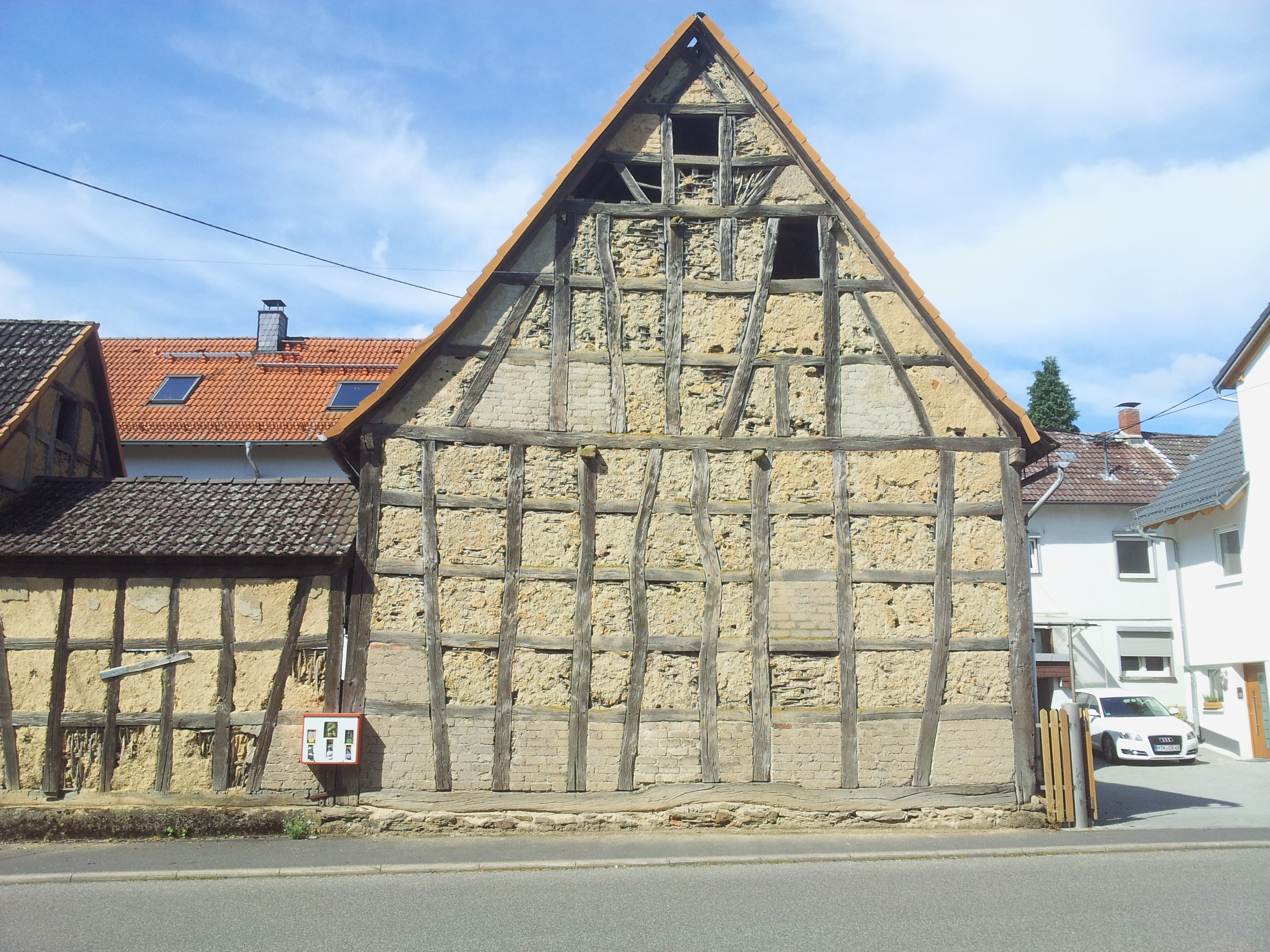

Le terme « hourdis » est un dérivé de hourd à l'aide du suffixe -is. En effet, les hourds du château-fort (équivalent en bois des mâchicoulis de pierres) sont constitués d'un plancher de poutres sans remplissages intermédiaires à de nombreux endroits, en surplomb de la muraille pour jeter des projectiles ou des liquides sur les assaillants. 

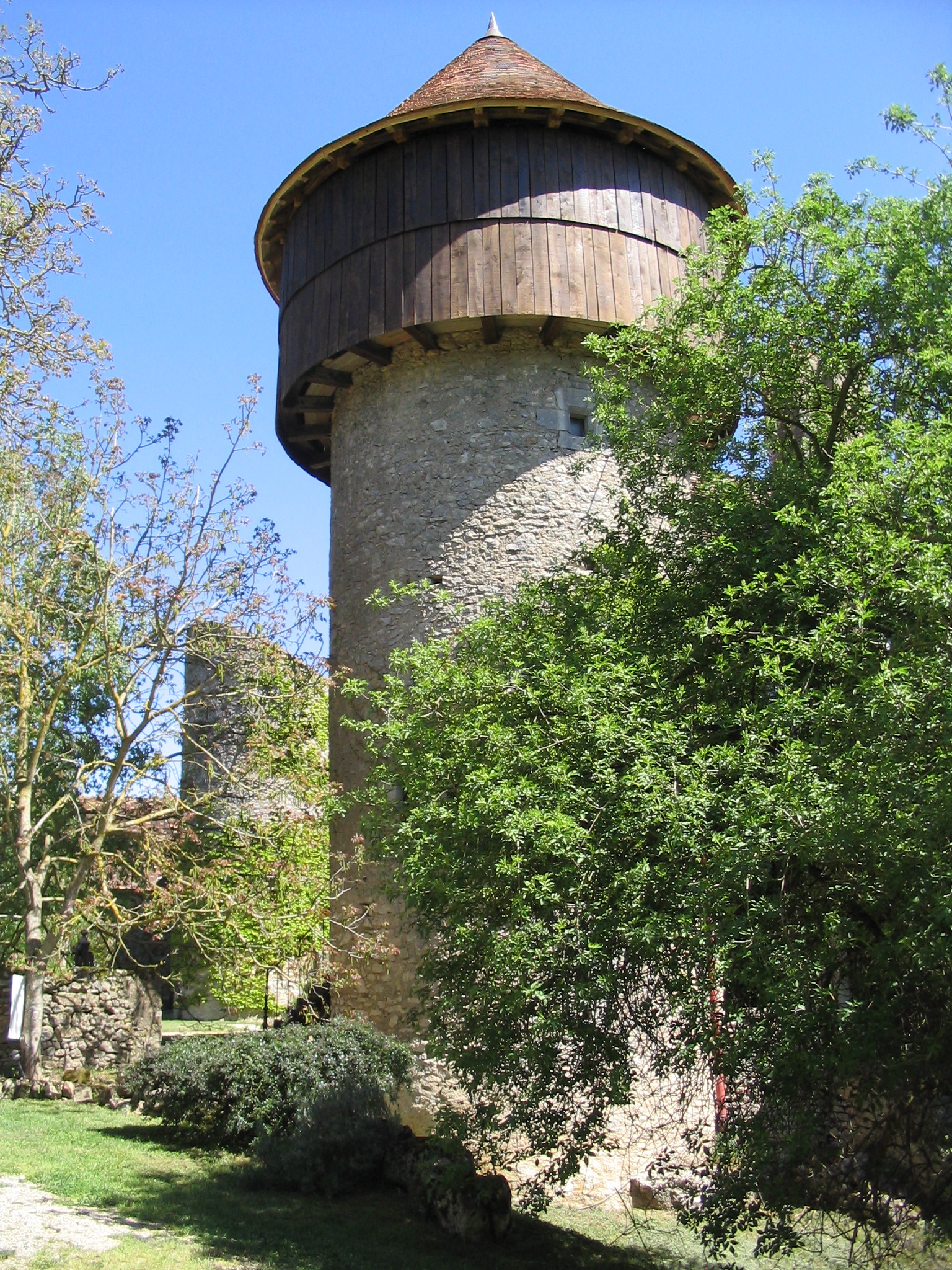

À cette époque, le verbe « hourdir » et le substantif « hourdage » ont alors désigné ces techniques constructives d'ensemble composites poutres-poteaux-bois + pierres + mortiers-grossiers tant dans les plans verticaux qu'horizontaux. Dans ces techniques, ces mortiers participent peu à la résistance structurelle supportée par les bois (directions cardinales, contreventement, jambages). Il arrive que seul l'enduit de finition soit vraiment solide, seul élément maçonné résistant.
- Les mortiers basiques, inégaux et variés sont probablement à l'origine de l'évolution du sens de « hourdir » qui dériva lentement vers « maçonneries primaires et grossières ».
  - Parallèlement il a pu irradier d'autres champs lexicaux avec des assertions contiguës « préparer et entremêler » comme « ourdir », autant au sens figuré qu'au sens propre, en effet technique de tissage, corderie, vannerie, tapisserie, canevas, vers le sens de préparer les liens, entremêler, avant tissage ou assemblage. L’araignée ourdit sa toile. Métaphoriquement ce sens particulier a aussi irradié au figuré, la préparation d'un projet, une trame de scénario, un complot, une conjuration, une trahison, une intrigue.
- Les mortiers de qualité étaient de coût élevé, il était de tradition jusqu'au milieu du XXe siècle, de réduire leur emploi au strict nécessaire et, ou, aux parties visibles, le reste étant hourdé (c'est-à-dire rempli d'un simili-mortier). 
  - Les bons mortiers servaient d'enduit extérieur, maçonnerie des angles, des arases, des embrasures et des tableaux.
  - Les mortiers de bourrages (argiles fines, safre qui peuvent être mélangés à de petits graviers ou des torchis fins) servaient dans les épaisseurs de mur, dans les jointages intérieurs, dans les milieux de panneaux.

## Le sens moderne de plancher à poutre (poutrain) et entrevous (claveau)
Dans le cas d'un plancher en béton, les entrevous sont placés entre deux poutrelles porteuses, les poutrelles sont en béton armé de fils d'acier qui peuvent être pré-contraints ou pas, ou d'un treillis métallique triangulaire. Cet ensemble peut être autoporteur en phase provisoire mais le plus souvent il faut ajouter une file d'étais intermédiaires et aux droits des appuis. Les poutrelles et les entrevous constituent ainsi un fond de coffrage dans lequel on pose une armature en treillis soudé avant d'y déverser du béton qui formera le hourdis. Les entrevous placés le long des murs doivent être fermés d'un côté afin que le béton ne s'écoule pas à l'intérieur de l'ensemble qu'ils forment.
Dans la plupart des cas, l'armature ne sert que de couture entre les différentes poutrelles ; il faut néanmoins tenir compte des efforts liés au classement sismique de la zone lors de la conception.
Les entrevous en polystyrène sont vendus en longueurs standard, avec ou sans languette sous la poutrelle (rupture de pont thermique). Ils peuvent être découpés pour l'ajustement en longueur, leur emploi est interdit en plafond de locaux habités (risque de détérioration par le feu). On en trouve revêtus d'une peau en OSB qui permettent de contourner cette interdiction tout en gardant l'avantage de l'isolation thermique. Les entrevous en béton et en terre cuite se présentent comme des briques, ou des blocs « agglo » avec une forme prévue pour s’emboîter sur les poutrelles.
Plusieurs hauteurs d'entrevous sont disponibles en fonction de la portée, de la résistance et/ou du poids de la dalle et aussi selon de l'affaiblissement acoustique visé.
Les vendeurs de matériaux qui vendent ce type de produits fournissent une étude structurelle et un plan de pose réalisé par le fabricant.

## Entrevous (claveau) en béton préfabriqué
Ce sont des éléments intercalaires reposant sur les talons de deux poutrelles voisines. Ils jouent le rôle d’éléments de coffrage pour la partie de plancher coulée en œuvre (dalle, nervure) et participent ou non à la résistance mécanique, à l’isolation thermique et phonique du plancher. Ils doivent d’ailleurs répondre aux exigences de sécurité vis-à-vis de l’incendie.

## Caractéristiques des entrevous en béton
Les entrevous préfabriqués en béton sont définis par la norme NF P 14-305 qui précise notamment les tolérances dimensionnelles à respecter, les caractéristiques mécaniques (résistance minimale…), les constituants, les formes, l’aspect et la masse volumique (granulats légers).
La forme des entrevous doit répondre à certaines exigences qui sont également définies dans le Cahier des prescriptions techniques « Planchers » (C.P.T no 3718 de septembre 2012).